# Cyphonisia manicata
Cyphonisia manicata là một loài nhện trong họ Barychelidae. Loài này phân bố ờ Bioko.